# Marie-Joëlle Guillaume
Pour les articles homonymes, voir Guillaume.
Marie-Joëlle Guillaume, née à Lyon en 1949, est une journaliste, écrivain et responsable politique française.

## Biographie
Agrégée de lettres classiques, elle enseigne d’abord pendant plusieurs années, dont deux en coopération au Togo, à l'université de Lomé.
Marie-Joëlle Guillaume commence sa carrière de journaliste en assurant une chronique d’actualité à L’Agriculteur du Sud-Est, devenu Sud-Est Magazine, de 1975 à 1990. Elle est ensuite éditorialiste à Famille chrétienne de 1992 à 2018.
En parallèle, elle est chargée de mission dans le groupe d’édition Média-Participations. Elle est aussi membre du conseil éditorial de la chaîne de télévision KTO de 2003 à 2011.
Engagée dans la vie associative, elle est notamment vice-présidente de l’Association des colloques culturels européens (ACCE) dans les années 1990 et membre de l’Académie d’éducation et d’études sociales, dont elle est élue présidente en 2020.

## Engagement politique
Elle est membre du comité directeur et du bureau national du Centre national des indépendants et paysans (CNIP) de 1977 à 1987. Elle y préside sa commission nationale Famille-Enseignement.
Elle entre au Parti chrétien-démocrate (PCD) en 2009 comme directrice des études. Elle est candidate PCD aux élections législatives 2012 dans la deuxième circonscription de la Nièvre ; elle y recueille 1,28 % des voix.
Lors des élections législatives de 2022, Marie-Joëlle Guillaume est candidate de Via, la voie du peuple (anciennement Parti chrétien-démocrate) investie par Reconquête dans la deuxième circonscription de la Nièvre ; elle est battue dès le premier tour avec 4,04 % des voix.

## Ouvrages
Marie-Joëlle Guillaume est l’auteur de plusieurs ouvrages historiques et livres d’entretiens.
- Ce pape est un don de Dieu, entretiens avec le Cardinal Poupard, Paris, Éditions Plon / Mame, 2001, 190 p.  (ISBN 978-2259195515)
- Au cœur du Vatican : De Jean XXIII à Jean-Paul II, entretiens avec le Cardinal Poupard, Paris, Éditions Perrin / Mame, 2003, 385 p.  (ISBN 978-2262020415)
- Un printemps de gloire : Souvenirs de Catherine, marquise de Rambouillet, Paris, Éditions de la Table Ronde, 2007, 286 p.  (ISBN 978-2710329060)[4]
- Rémy Montagne : Un démocrate-chrétien dans le siècle, Paris, Éditions Perrin, 2010, 322 p.  (ISBN 978-2262033644)[5]
- Vincent de Paul, un saint au grand siècle, Paris, Éditions Perrin, 2015, 490 p.  (ISBN 978-2262036515)[6],[7]
- Pour Dieu et pour le Roi, douze prélats qui ont marqué l'histoire de France, Paris, Éditions Perrin, 2019, 400 p.  (ISBN 978-2262066789)
- Le Grand Siècle au féminin, Paris, Éditions Perrin, 2022, 384 p.  (ISBN 978-2262086220)[8],[9]
- Collab., avec Christine Boutin, Lettre ouverte à qui veut s’engager en politique pour servir la France et les Français, Paris, Téqui, 2024, 290 p.  (ISBN 978-2740326527).

## Prix
- Grand prix catholique de littérature 2016[10].